# Amalie Vangsgaard
Amalie Jørgensen Vangsgaard (født 29. november 1996) er en dansk fodboldspiller, der spiller som angreb for italienske Juventus og Danmarks kvindefodboldlandshold.

## Karriere

### Jetsmark IF
Hun startede som 4 årig med at spille fodbold i en klub, nemlig hendes barndomsklub Jetsmark IF ved Pandrup. Hun startede på et hold, hvor der kun var drenge, men efter et par år var der så mange piger, at de kunne lave deres eget hold. Hun spillede skiftevis mellem at spille på et hold med piger på hendes egen alder og på et hold med piger der var to år ældre. Det gav hende meget styrke og udfordring, da disse piger både var større og stærkere end Amalie. Udover at træne i klubben, trænede Amalie også meget derhjemme, hvor hun spillede mur og øvede sig i at jonglere.

### Fortuna Hjørring
Hun skiftede til Fortuna Hjørring, da hun var 12-13 år, for at spille på klubben U15 hold. Derefter rykkede hun op på klubbens U18 Hold, men blev kort tid efter skadet hvilket holdt hendes ude i et stykke tid. Hun debuterede d. 2. april 2014, på Fortuna Hjørrings førstehold i 3F Ligaen, hvor hun også optrådte i både pokalturneringen og UEFA Women's Champions League.

### Ballerup-Skovlunde Fodbold
Efter mange succesfulde år i Fortuna, skiftede hun i 2018 til ligaklubben Ballerup-Skovlunde Fodbold, hvor hun spillede frem til sommeren 2019.

### FC Nordsjælland
Siden 2019, har hun spillet for FC Nordsjællands kvinder i Gjensidige Kvindeligaen, hvor hun i sæsonen 2019-20 var holdets topscorer med 8 mål i 19 ligakampe. Med FCN, vandt hun også bronze i klubbens første sæson i ligaen. Hun scorede i øvrigt 5 gange i DBUs Landspokalturnering for kvinder 2019-20, hvor hun også blev pokalmestre.
Hun forlængede i juli 2020, med yderligere to sæsoner i klubben.
Klubben meddelte i den 23. juli 2021, at Vangsgaard stoppede i klubben.

### Linköpings FC
Samme dag som meddelelsen om hendes stop i FC Nordsjælland, annoncerede hun skiftet til den svenske topklub Linköpings FC i Damallsvenskan. Hun blev sæsonens topscorer i Damallsvenskan 2022 med i alt 22 mål.

### Paris Saint-Germain
Hun underskrev i januar 2023 en tre-årig aftale med Paris Saint-Germain.

### Juventus
Hun underskrev i juli 2024 en tre-årig aftale med Juventus.

### Landshold
Hun har været indkaldt på U/19-landsholdet flere gange, og har officielt spillet 20 landskampe og scoret 3 gange. Hun deltog også ved U/19-EM i fodbold for kvinder 2015, hvor landsholdet dog ikke nåede videre fra gruppespillet.
Vangsgaaard fik officielt debut på det danske landshold den 1. september 2022 i den sidste VM-kvalifikationskamp mod Montenegro, som indskifter i 64. minut for Sofie Bredgaard. Hun scorede sit første landsholdsmål den 22. juli 2023 ved VM i fodbold 2023 i Australien/New Zealand som matchvinder i 1–0-sejren over Kina.